# L'Ange et le Démon
Pour les articles homonymes, voir Lola.
Pour plus de détails, voir Fiche technique et Distribution.
L'Ange et le Démon (Twinky) est un film italo-britannique réalisé par Richard Donner et sorti en 1970.

## Synopsis
Scott Wardman, 38 ans, est auteur américain de romans pornographiques. Alors qu'il visite Londres, il tombe amoureux d'une jeune femme âgée de 16 ans, Twinky. Lorsque le visa permanent est refusé à Scott, le couple décide de se marier en Écosse. Au début, personne ne semble dérangé, mais quand le couple décide de déménager aux États-Unis, une multitude d'aventures débute.

## Fiche technique
Sauf indication contraire, les informations mentionnées dans cette section peuvent être confirmées par la base de données cinématographiques IMDb,  présente dans la section « Liens externes ».
- Titre original anglais : Twinky (ensuite retitré Lola et London Affair)
- Titre original italien : Twinky
- Titre français : L'Ange et le Démon
- Réalisation : Richard Donner
- Scénario : Norman Thaddeus Vane
- Direction artistique : Michael Wield
- Photographie : Walter Lassally
- Montage : Norman Wanstall
- Musique : John Scott
- Production : Clive Sharp
- Sociétés de production : Bino Cicogna, Eurofilm, The Rank Organisation et World Film Services
- Sociétés de distribution : Rank Film Distributors (Royaume-Uni), Cedic (France)
- Pays d'origine :  Royaume-Uni,  Italie
- Langue originale : anglais
- Format : couleur
- Genre : comédie
- Durée : 98 minutes
- Dates de sortie[1] :
  - Royaume-Uni : 6 janvier 1970
  - France : 8 mai 1970

## Distribution
- Charles Bronson (VF : John Berry) : Scott Wardman
- Susan George : Twinky / Lola / Sybil Londonderry
- Orson Bean (VF : Pierre Trabaud) : Hal Wardman, son frère
- Honor Blackman (VF : Jacqueline Porel) : Mummy
- Michael Craig (VF : Gabriel Cattand) : Daddy
- Paul Ford (VF : Pierre Leproux) : M. Wardman, le père de Scott
- Jack Hawkins (VF : William Sabatier) : le juge Millington-Draper
- Trevor Howard (VF : Roger Tréville) : le grand-père de Lola
- Kay Medford : Mme Wardman, la mère de Scott
- Robert Morley (VF : Jean-Henri Chambois) : le juge Roxborough
- Peggy Aitchison : Mme Finchley
- Derek Steen (VF : Jacques Balutin) : le constable[Quoi ?] accompagnant le sergent de police
- Jimmy Tarbuck et Norman Vaughan (VF : Jean Lagache) : les deux comiques se produisant en public
- Jack Somack (VF : Henry Djanik) : le logeur new-yorkais
- Cathy Jose (VF : Evelyn Séléna) : Félicité